# Back to Mine
A Back to Mine CD-sorozat egy chillout zenei kollekció. 11 év alatt 27 album jelent meg és minden CD-t más-más neves DJ, producer, vagy egy "elektronikus zenében járatos" formáció mixelt. (Nick Warren, Carl Cox, Liam - Prodigy, Faithless, Adam Freeland) Az albumokat mixelő előadók rendszerint nem chillout zenét játszanak a fellépésiken, a sorozatban azonban egytől egyig az ellazulós, chill muzsika mellett törnek lándzsát és éppen ez a sorozat különlegessége és értéke.

## Az eddig megjelent albumok
- Volume 01 - Nick Warren
- Volume 02 - Dave Seaman
- Volume 03 - Danny Tenaglia
- Volume 04 - Groove Armada
- Volume 05 - Faithless
- Volume 06 - Everything but the Girl
- Volume 07 - Morcheeba
- Volume 08 - Talvin Singh
- Volume 09 - MJ Cole
- Volume 10 - Orbital
- Volume 11 - New Order
- Volume 12 - The Orb
- Volume 13 - Underworld
- Volume 14 - Tricky
- Volume 15 - Audio Bullys
- Volume 16 - Death In Vegas
- Volume 17 - Richard X
- Volume 18 - Lamb
- Volume 19 - Carl Cox
- Volume 20 - Pet Shop Boys
- Volume 21 - Adam Freeland
- Volume 22 - Roots Manuva
- Volume 23 - Liam Prodigy
- Volume 24 - Mercury Rev
- Volume 25 - Royksopp
- Volume 26 - Bugz In The Attic
- Volume 27 - Guillemots
- Volume 28 - Krafty Kuts